# Saint-Pierre-sur-Dives
Saint-Pierre-sur-Dives là một xã ở tỉnh Calvados, thuộc vùng Normandie ở tây bắc nước Pháp.

## Dân số
| Năm | 1962  | 1968  | 1975  | 1982  | 1990  | 1999  |
| --- | ----- | ----- | ----- | ----- | ----- | ----- |
| Dân số | 3 356 | 3 765 | 4 274 | 4 506 | 3 993 | 3 977 |
| From the year 1962 on: No double counting—residents of multiple communes (e.g. students and military personnel) are counted only once. |       |       |       |       |       |       |